# Adamantinia
Adamantinia  (лат.) — монотипный род однодольных растений семейства Орхидные (Orchidaceae). Представлен единственным видом Adamantinia miltonioides, который впервые был описан в 2004 году ботаниками Кассио ван ден Бергом и Сезаром Н. Гонсалвесом.

## Распространение, описание
Эндемик Бразилии. Распространён в штате Баия на востоке страны, в горах Серра-ду-Синкора.
Эпифитное растение, растущее на высоте 900—1400 м. Цветёт летом; цветков один или два, розового цвета, размером 1,5—2 см. Псевдобульба с одним (реже с двумя) тёмно-оливковыми листьями.